# Петър Караминчев (предприятие)
„Петър Караминчев“ е предприятие за производство на пластмасови изделия в Русе.
В предприятието се произвеждат подови настилки, каландрови фолиа, изкуствени кожи, конфекционирани галантерийни изделия от изкуствени кожи, меки пенополиуретани на блокове.

## История
През 1928 г. е основана фабрика за каучукови изделия „Етернит“ от Аврам Алфандари и Давид Бенцион. Годишно са произвеждани по 50 тона каучукови изделия – гуми за файтони, гумени токове, вулканизационни смеси. Фабриката е национализирана през 1947 г., а през 1959 г. е преименувана на „Петър Караминчев“. Предприятието е разширено и модернизирано. Специализира се в производството на изделия на основа пластифициран поливинилхлорид и полиуретани, меки полиуретани. През 1989 г. е преобразувано в държавна фирма. Чрез масовата приватизация през 1996 – 1997 г. 60% от капитала му е изкупен от приватизационния фонд „Петрол Холдинг Груп“, който през 2002 г. е преименуван на „Синергон Холдинг“.